# Endschütz
Endschütz – miejscowość i gmina w Niemczech, w kraju związkowym Turyngia, w powiecie Greiz, wchodzi w skład wspólnoty administracyjnej Ländereck. Do 31 grudnia 2023 wspólnota ta nosiła nazwę Wünschendorf/Elster.